# Andrí Hrivko
Andrí Hrivko (en ucraïnès Андрій Гривко; Simferòpol, 7 d'agost de 1983) és un ciclista ucraïnès, professional des del 2005. Actualment corre a l'equip Astana Qazaqstan Team.
Bon ciclista amateur, va guanyar diverses curses com el Giro de les Regions o el Giro de Toscana sub-23, abans de passar al professionalisme el 2005. Amb tot, com a professional les seves victòries s'han limitat a cinc campionats nacionals ucraïnesos de contrarellotge individual, un en ruta i la Florència-Pistoia de 2008.
El 2015 va guanyar la medalla de plata en ruta a la primera edició del Jocs Europeus.

## Palmarès
- 2003
  - 1r al Giro del Valdarno
- 2004
  - 1r al Giro de les Regions
  - 1r al Giro de Toscana sub-23
- 2005
  -  Campió d'Ucraïna en contrarellotge
- 2006
  -  Campió d'Ucraïna en contrarellotge
- 2008
  -  Campió d'Ucraïna en contrarellotge
  - 1r a la Florència-Pistoia
- 2009
  -  Campió d'Ucraïna en contrarellotge
- 2012
  -  Campió d'Ucraïna en ruta
  -  Campió d'Ucraïna en contrarellotge
- 2016
  - 1r a La Méditerranéenne i vencedor d'una etapa
- 2018
  -  Campió d'Ucraïna en contrarellotge

### Resultats al Giro d'Itàlia
- 2009. 22è de la classificació general
- 2010. 70è de la classificació general

### Resultats al Tour de França
- 2005. 78è de la classificació general
- 2006. Abandona
- 2007. 78è de la classificació general
- 2010. 136è de la classificació general
- 2011. 144è de la classificació general
- 2012. 43è de la classificació general
- 2014. 95è de la classificació general
- 2015. 64è de la classificació general
- 2016. 86è de la classificació general
- 2017. 120è de la classificació general

### Resultats a la Volta a Espanya
- 2008. 42è de la classificació general